# Andrzej Majchrzak
Andrzej Józef Majchrzak (ur. 1935) – polski samorządowiec, rolnik i zootechnik, w latach 2002–2003 wicemarszałek województwa warmińsko-mazurskiego.

## Życiorys
W 1959 został absolwentem Wydziału Zootechnicznego Wyższej Szkoły Rolniczej w Olsztynie. Od 1977 prowadził z żoną gospodarstwo rolne w Tomaszkowie, specjalizując się w produkcji roślinnej i drobiarskiej, a później w uprawie zbóż i rzepaku. Został także członkiem stowarzyszenia absolwentów WSR w Olsztynie.
Zaangażował się w działalność polityczną w ramach Samoobrony RP. W 2001 bez powodzenia kandydował do Senatu w okręgu nr 34, zajmując 3. miejsce 11 wśród kandydatów i zdobywając 39 791 głosów. Z jej listy w 2002 uzyskał mandat radnego sejmiku warmińsko-mazurskiego. 22 listopada 2002 został powołany na stanowisko wicemarszałka województwa warmińsko-mazurskiego. 31 marca 2003 zrezygnował ze stanowiska w związku z decyzją na szczeblu krajowym o wystąpieniu Samoobrony z koalicji z SLD i PSL. W 2005 ponownie wystartował do Senatu (uzyskał 26 652 głosy i zajął 6. miejsce na 14 kandydatów). W 2006 nie ubiegał się o reelekcję do sejmiku. W 2014 kandydował do sejmiku w okręgu nr 3 z ramienia kierowanej przez Lecha Kuropatwińskiego Samoobrony (uzyskał 143 głosy).
Zamieszkał w Tomaszkowie. Żonaty z Barbarą, profesor nauk rolniczych i pracownicą naukową UWM. Ma jednego syna i wnuka.